# Citrinophila
Citrinophila là một chi bướm ngày thuộc họ Lycaenidae.